# Gurunsis
Os gurunsis, grunsis, gurunxis ou grunxis são um conjunto de grupos étnicos que habitam o Reino de Dagom, cuja localização corresponde atualmente ao norte de Gana e ao sul de Burkina Faso.